# 威廉·C·杨
威廉·克拉克·杨（英語：William Clarke Young，1842年4月23日—1896年9月16日），美国牧师和教育家。自1888年起担任肯塔基州第8任中央学院校长直至逝世。他是中央学院第4任校长约翰·C·杨之子，就读于中央学院和丹维尔神学院。他分别在1859年和1865年从这两间学院毕业。之后的23年里，他分別在肯塔基州、印第安纳州、伊利诺伊州担任牧师。奥蒙德·贝蒂辞去校长职务后，杨回到母校中央学院担任校长。在杨任内，学院设立了法学院、新增了许多建筑。他还追授首批女毕业生学位。1892年，杨和他39年前的父亲一样成为长老宗大会主持人。

## 早年生活和教育
威廉·C·杨于1842年4月23日出生在肯塔基州丹维尔。他是中央学院校长约翰·C·杨第六子，同時也是他和继室科妮莉亚·克里滕登第二子。杨在父亲逝世前几年来到中央学院就读，后在1859年毕业。他在学院就读期间加入了Beta Theta Pi。他是毕业班的二十人之一，也是唯二毕业后继续从事神职人员的学生。毕业两年后，他在一所古典学校教书育人，后在1861年返回丹维尔。之后，他前往丹维尔神学院深造，并在1865年获得神学博士。

## 职业生涯
从神学院毕业后，杨在23年内辗转各地担任牧师。其中包括了卡温顿第2长老宗教堂（1866年—1870年）、麦迪逊第1长老宗教堂（1870年—1872年）以及芝加哥富勒顿街长老宗教堂。随后，他离开芝加哥，来到路易斯维尔，成为新成立的中央长老宗教堂第一位牧师。他在卡温顿和麦迪逊任职期间游历了欧洲和巴勒斯坦地区。1888年6月19日，中央学院董事会在校长奥蒙德·贝蒂辞职后选出杨接替其职位。杨起初拒绝了该职位，但最后还是以46岁之龄成为第8任中央学院校长，并在1888年9月5日开始履行职责，后在1889年10月9日正式就职。他并未摆出高高在上的态度，而是放下身段亲自教导学生伦理学和历史。
杨还接管了六名教员组成的团队，并负责授课形上学、伦理学、自然科学、物质科学、古希腊语和拉丁语。当时中央学院学费为45美元（相当于2023年的$1,526）。杨任内首批7名毕业生于1889年春天毕业。次年的毕业生上升至17名，之后在他任内便从未跌至1889年的水平。他于1890年在学院内建立了首座法学院，由前肯塔基州州长J·普罗克特·诺特担任首任院长。法学院建立后的第一年便招收了20名学生。次年，学院的全日制学生人数达到133名，而预科生则有101人，是学院25年来人数最高的一年。
学院在杨任内新增了许多建筑，其中包括1891年建成的博伊尔-汉弗莱体育馆、1892年建成的布雷肯里奇宿舍（以罗伯特·杰斐逊·布雷肯里奇命名）、1894年建成的塞尔图书馆。1891年6月，他向董事会请求建立一座完全用于科学的建筑物。1909年建成后，学院将他命名为杨纪念馆以纪念威廉·C·杨和约翰·C·杨。杨也大力支持学院的体育活动。1892年，他写信给董事会表示如果管理得当运动无疑会为学生带来许多好处，倘若没有规则束缚则会带来许多麻烦和危险。在杨任内，学院追授学位给首批女毕业生。杨的四个同父异母姐姐曾在中央学院就读，但在毕业后并未得到学位（玛丽和卡罗琳在1849年毕业，简和弗朗西斯在1851年毕业）。1891年，玛丽、卡罗琳和简获得文学学士。弗朗西斯则因在1886年逝世，所以并未得到学位。首批女毕业生利拉·麦基在1892年获得荣誉哲学博士。学院在杨任内基金扩充至265000美元，并增加了3名教授。
1892年，杨在俄勒冈州波特兰举行的长老宗大会上成为主持人。他的父亲也曾在1853年成为主持人。杨的表现得到广泛好评，他被称赞为勇敢、机智和公正。在大会上，教会谴责了历史批判，并以异端罪审判查尔斯·奥古斯塔斯·布里格斯。

## 个人生活与逝世

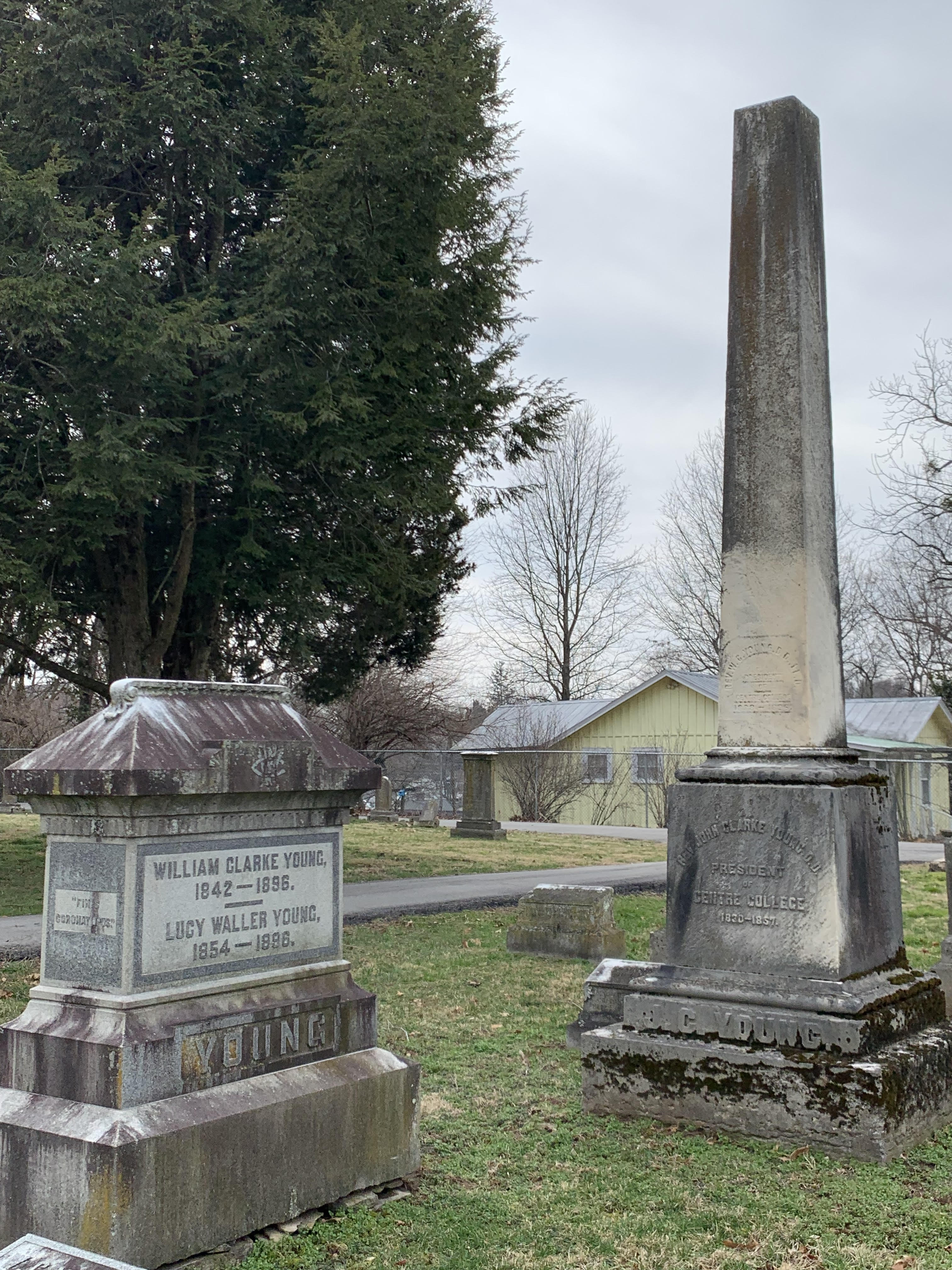
杨和他的父亲约翰在贝尔维公墓 (丹维尔)的墓碑。

1874年，杨与露西·沃勒结婚，但沃勒身体欠恙，影响了他们二人相处时间。
生命的最后两年里，杨病魔缠身，他前往各种度假胜地，希望能缓解病痛，但都徒劳而返。1896年9月17日上午10点15分，杨在学院教堂向学生演讲和听学生朗诵。之后，他前往艾尔弗雷德·B·纳尔逊教授办公室休息，他刚靠在椅子上喘了一口气后便与世长辞。经确认他的死因为心肌梗死。他死后和他父亲一起安葬在贝尔维公墓。
约翰·C·费尔斯在杨任内担任教员和自然科学教授，他在杨逝世后担任临时校长。1898年6月7日，威廉·C·罗伯茨就任中央学院校长成为杨的继任者。

### 书籍
- Craig, Hardin. . 丹维尔 (肯塔基州): Centre College. 1967年10月. OCLC 856258.
- Hill, Bob. Hardin, C. Thomas , 编. . 丹维尔 (肯塔基州): Centre College. 2009. ISBN 978-0-615-21121-3. OCLC 457778960.
- Lewis, Alvin Fayette. Adams, Herbert B. , 编.  25. 华盛顿哥伦比亚特区: United States Bureau of Education. 1899: 119–121. OCLC 4147564.
- Weston, William J. . 丹维尔 (肯塔基州): Centre College. 2019. ISBN 978-1-6943-5863-9. OCLC 1142930784.